# Potentiel energi
Potentiel energi (også kaldet beliggenhedsenergi) er oplagret energi. Fx kan man lagre potentiel energi i et klassisk system ved at flytte et legeme modsat en konservativ kraft såsom tyngdekraften. Hvis legemet slippes, vil kraften få legemet til at bevæge sig tilbage igen - den potentielle energi omdannes derved til kinetisk energi. Til daglig oplagrer man altså potentiel energi, hver gang man løfter noget, men potentiel energi frigives, hver gang noget falder ned.

## Beregning af potentiel energi
Generelt gælder, at hvis legemet skal flyttes fra en position {\displaystyle x_{1}} til en anden position {\displaystyle x_{2}}, alt imens legemet påvirkes af en kraft hvis størrelse {\displaystyle f(x)} afhænger af legemets øjeblikkelige position {\displaystyle x}, så udveksles der en vis energimængde {\displaystyle \Delta E}:

{\displaystyle \Delta E=\int _{x_{1}}^{x_{2}}f(x)\,dx}

### Konstant kraft
Hvis den kraft der skal overvindes er konstant, er hver længdeenhed Δs man flytter legemet (i retningen direkte imod kraften) ensbetydende med en konstant energimængde {\displaystyle \Delta E_{pot}}:

{\displaystyle \Delta E_{pot}=m\cdot g\cdot \Delta s},

hvor {\displaystyle m} er legemets masse i kg, og {\displaystyle g} er den lokale tyngdeacceleration – og {\displaystyle \Delta s} måles i meter.

Dette gælder for eksempel lokalt i et tyngdefelt, herunder Jordens: Så længe man nøjes med at flytte legemet nogle få kilometer (set i forhold til de ca. 6.300 km der er til Jordens tyngdepunkt), kan man uden nævneværdige regnefejl gå ud fra at tyngdekraften er konstant over hele den strækning legemet flyttes.

### Gravitation
I forbindelse med f.eks. himmelmekanik kan man ikke bruge ovenstående generalisering om det lokale tyngdefelt, men må beregne den potentielle energi {\displaystyle E_{pot}} i absolutte mål som:
{\displaystyle E_{pot}=-{\frac {G\cdot m_{1}\cdot m_{2}}{r}}},

hvor {\displaystyle m_{1}} og {\displaystyle m_{2}} er masserne af de to legemer, der flyttes i forhold til hinanden, {\displaystyle r} er afstanden imellem legemernes tyngdepunkter, og {\displaystyle G} er den universelle gravitationskonstant.

### Potentiel energi i en fjeder
En fjeder der opfylder Hookes lov for en sådan, udøver en vis trækkraft hvis størrelse er proportional med den afstand x fjederen strækkes (eller sammenpresses) fra sin hvilestilling. Proportionalitetsfaktoren k kaldes i denne sammenhæng for fjederkonstanten for den pågældende fjeder.
Dette princip benyttedes som "depot" for mekanisk energi i gamle dages mekaniske ure, og den potentielle energi Epot i fjederen beregnes som:

{\displaystyle E_{pot}={\frac {1}{2}}\cdot k\cdot x^{2}}

## Bog
- Elvekjær, Finn & Nielsen, Børge Degn (1994): Fysikkens verden (bind 1): Energi - elektriske kredsløb. København, Gads Forlag. ISBN 87-12-02691-3